# Papuàsia
Papuàsia (Papuasia) és una regió botànica del sud-oest de l'oceà Pacífic consta de les següents zones polítiques:
- Illes Aru i Papua Occidental a Indonèsia oriental
- Papua Nova Guinea
- Illes Solomó (excloent-ne les Illes de Santa Cruz)

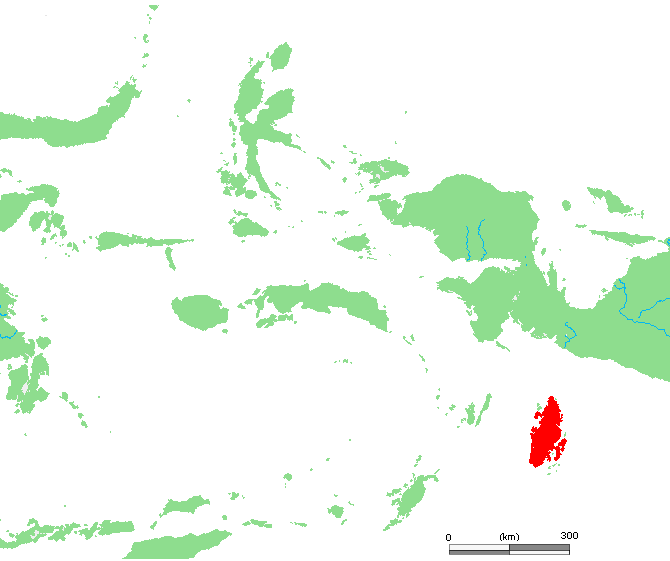
Illes Aru (vermell)
West Papua (vermell)
Papua Nova Guinea (vermell)
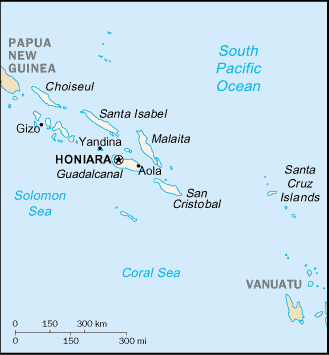
Illes Solomon